# Christian Ernst Friederici
Christian Ernst Friederici (auch Friderici) (* 7. März 1709 in Meerane; † 4. Mai 1780 in Gera) war ein deutscher Orgel- und Klavierbauer.

## Leben
Christian Ernst Friederici war der Sohn des Johann Friederici (1654–1731), der in Meerane Stadtschreiber, Vizebürgermeister  und auch Orgelmacher war. Seine Ausbildung als Orgelbauer erhielt Christian Ernst Friederici beim Orgelbaumeister Gottfried Silbermann im sächsischen Freiberg. Anschließend vervollkommnete er seine Fähigkeiten in der Stellung als Orgelbaugehilfe beim Orgelbaumeister Heinrich Gottfried Trost in Altenburg in Thüringen.

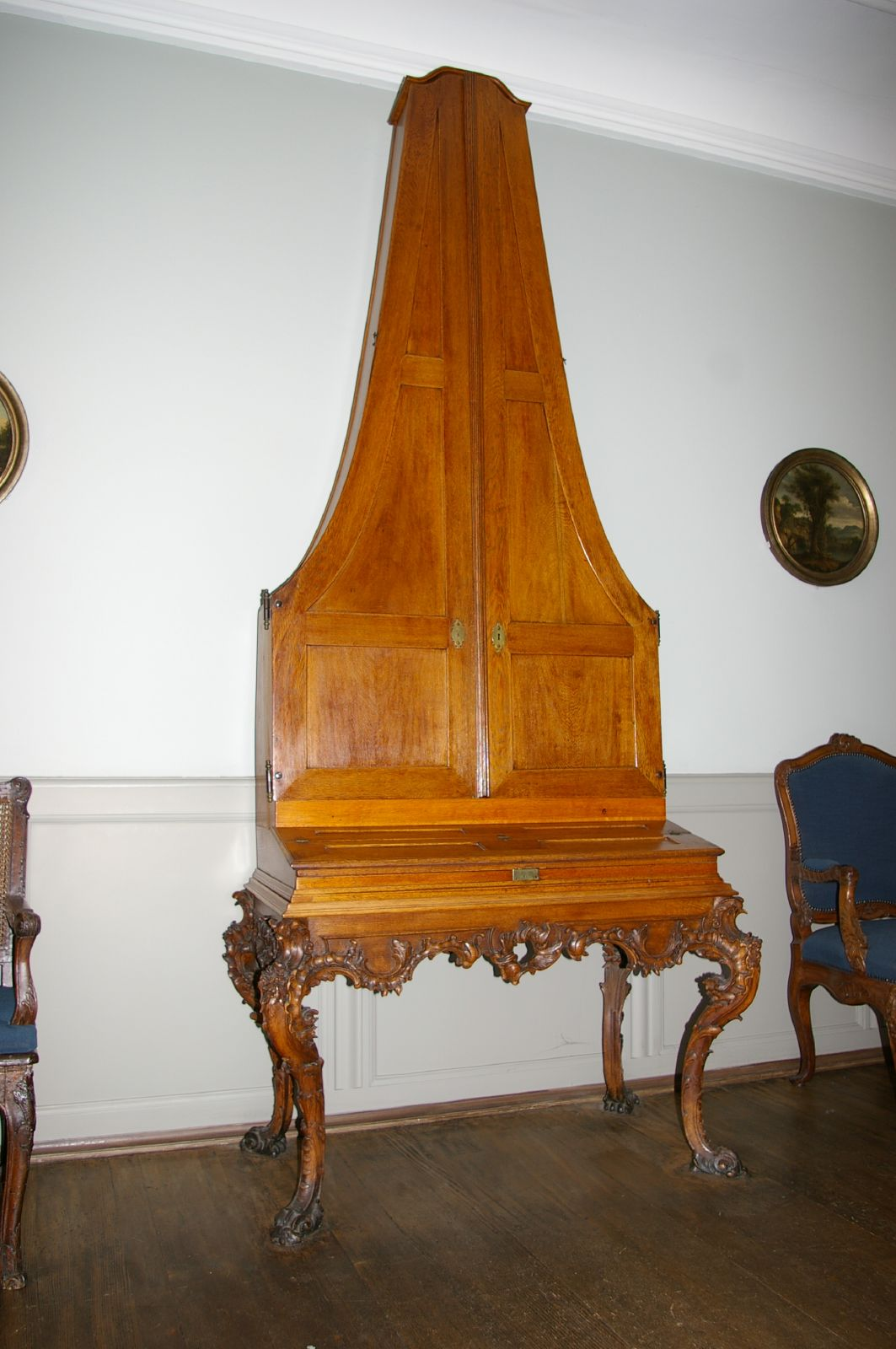
Pyramidenflügel von C. E. Friederici im Musikzimmer des Goethe-Hauses in Frankfurt am Main

Etwa 1737 gründete er in Gera eine Klavier- und Orgelbauanstalt. In diese trat 1744 auch sein Bruder Gottfried Christian (1714–1777) ein. Die Werkstatt entwickelte sich zu einer der bekanntesten ihrer Art im Deutschland des 18. Jahrhunderts. Es entstanden etwa 50 Orgelwerke. Friederici führte den Titel eines „Herzoglich gothaischen und altenburgischen Hof- und Landorgelbauers“. Auf Friederici geht auch die Erfindung einer besonderen Orgelstimme zurück, des so genannten Nachtigallenschlages (Don). Solche Naturstimmenimitationen waren im Barock beliebt, werden aber heute kaum mehr eingesetzt.
Wesentlich umfangreicher sind seine Innovationen auf dem Gebiet des Klavierbaus. 1745 baute er den ersten aufrechtstehenden Hammerflügel, „Pyramide“ genannt. Er war der Anfang zur Entwicklung des zu Beginn des 19. Jahrhunderts verbreiteten vertikalen Flügels, die später zum Pianino führte. Ab 1758 nahm Friederici quasi die Serienfertigung kleiner rechteckiger Hammerklaviere auf, die er mit „Fortbiens“ bezeichnete. Daraus entwickelten sich die bis in die zweite Hälfte des 19. Jahrhunderts weit verbreiteten Tafelklaviere. Auch über den Versuch, eine Art Vibrato („Bebung“) für das Cembalo zu erzeugen, wird 1761 berichtet.
Zu den Kunden der Werkstatt Friedericis zählten unter anderen Philipp Emanuel Bach, Leopold Mozart und die Familie Goethe in Frankfurt am Main. Also lernten wohl Wolfgang Amadeus Mozart und Johann Wolfgang von Goethe das Klavierspiel auf einem Friederici-Instrument.

## Erhaltene Werke
- Orgelpositiv in der Kirche zu Gera-Weißig, gebaut 1740 für die Schlosskapelle in Lichtenstein/Sa., seit  1801 in der Kirche zu Weißig.[3]
- Orgel mit zehn Registern, ein Manual und Pedal, 1746 erbaut für die Kirche Ottendorf; 1865 verkauft und umgesetzt in die Dorfkirche Stanau, den Einbau 1866 verantwortete Daniel Adolf Poppe. Das Instrument wurde 1975 von Friedrich Löbling und 1993–1994 von Hartmut Schüßler restauriert.[4]
- Orgel mit 15 (12-3) Registern, 1754 gebaut für die Kirche in Cröbern bei Leipzig. Da diese Kirche Ende der 1960er-Jahre wegen des Braunkohlebergbaus abgerissen werden musste, wurde die Orgel 1973 in die Katharinenkirche von Großdeuben umgesetzt.[5]
- Pyramidenflügel, 1745, Brüssel, Instrumentensammlung des Konservatoriums
- Pyramidenflügel, 1745, Frankfurt am Main, Goethe-Haus
- Pyramidenflügel, 1750, Bamberg, Klavierhistorische Sammlung der Klavierfabrik Neupert
- Clavichord, 1772, Wien, Historisches Museum

## Nachweise
1. ↑  Hanns Neupert: Friederici, Christian Ernst. In: Neue Deutsche Biographie (NDB). Band 5, Duncker & Humblot, Berlin 1961, ISBN 3-428-00186-9, S. 449 f. (Digitalisat).
2. ↑   Moritz Fürstenau: Friederici, Christian Ernst. In: Allgemeine Deutsche Biographie (ADB). Band 7, Duncker & Humblot, Leipzig 1877, S. 392.
3. ↑  Bericht und Bild auf der Website von Orgelbau Rühle, abgerufen am 7. Januar 2012
4. ↑  Informationen zur Orgel auf Organ index. Abgerufen am 24. September 2023.
5. ↑  Orgel-Porträt (Memento des Originals vom 23. April 2013 im Internet Archive)  Info: Der Archivlink wurde automatisch eingesetzt und noch nicht geprüft. Bitte prüfe Original- und Archivlink gemäß Anleitung und entferne dann diesen Hinweis. auf der Website Orgelstraße Leipziger Land, abgerufen am 7. Januar 2012.